# Billet de 500 dinars algériens (1992-1998)
Recto
Verso
Le billet de 500 dinars est le troisième billet en dinars algériens par ordre croissant de valeur. Le billet est créé par le règlement no 96-01 qui date du 13 mars 1996.
Le billet mesure 150 millimètres sur 71,7 millimètres et est de couleur violet-rougeâtre, le thème principal étant l’histoire de l’Algérie dans la période numide. Le billet existe en deux séries.

## Historique
Le 21 mai 1992, le règlement no 92-06 est publié dans le journal officiel de la République algérienne démocratique et populaire, dans lequel, la banque d'Algérie a décidé de créer une nouvelle série de billets de banque parmi lesquels se trouve le billet de 500 dinars algériens. Le règlement été signé par le vice gouverneur de la banque d'Algérie Mohamed Chérif Ilmane.
Le billet est créé par le règlement no 96-01 qui date du 13 mars 1996 et a été signé par le gouverneur de la banque d'Algérie Abdelouahab Keramane. Le 10 juin 1998, une deuxième série est apparue par le règlement no 98-03. Dans cette deuxième série, le niveau de sécurité du billet a été augmenté. Il porte également la signature du gouverneur de la banque d'Algérie Abdelouahab Keramane.

## Design

Gouverneurs de la banque d'Algérie Abdelouahab Keramane (sur la 1re et 2e série)
Gouverneurs de la banque d'Algérie Mohamed Laksaci (sur la 2e série)
Directeur général de la Caisse générale de la Banque d'Algérie (sur la 1re et 2e série)